# Wieszczyna
Wieszczyna (nazwa oboczna Nowa Wieś, niem. Neudeck) – osada w Polsce położona w województwie opolskim, w powiecie prudnickim, w gminie Prudnik. Miejscowość wchodzi w skład sołectwa Dębowiec. Historycznie leży na Górnym Śląsku, na ziemi prudnickiej. Położona jest na terenie Gór Opawskich.
W latach 1975–1998 miejscowość administracyjnie należała do ówczesnego województwa opolskiego.
Według danych na 2016 Wieszczyna była zamieszkana przez 23 osoby.

## Geografia

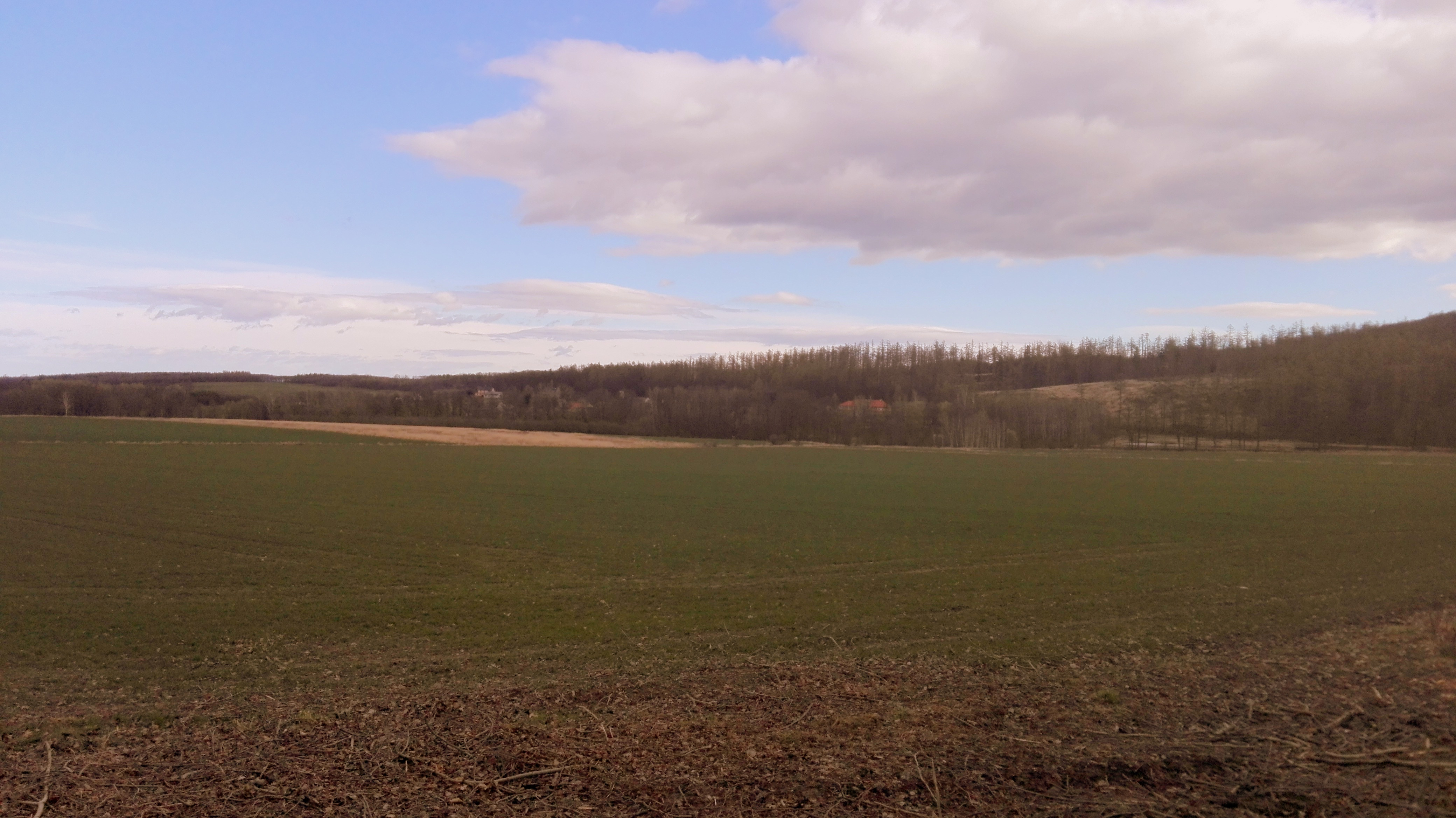
Widok na Wieszczynę od strony torowisk tranzytu czeskiego

Osada położona jest w południowo-zachodniej Polsce, w województwie opolskim, około 1,75 km od Dębowca i 650 m od granicy z Czechami, w północno-wschodniej części Gór Opawskich, na ziemi prudnickiej. Miejscowość leży na terenie Parku Krajobrazowego Gór Opawskich, u podnóża Długoty, najwyższego szczytu powiatu prudnickiego. Wieś położona jest w zachodniej części Lasu Prudnickiego. Przez wieś przepływa potok Moszczaniecki – dopływ Zameckiego Potoku spod góry Święty Roch. Leży na wysokości 330 m n.p.m.
Przebiega tędy droga powiatowa z Prudnika do Pokrzywnej.

## Nazwa
Do 1945 miejscowość nosiła niemiecką nazwę Neudeck, którą tłumaczy się na Nowy Zakątek. 15 grudnia 1949 r. nadano miejscowości, wówczas administracyjnie związanej z Dębowcem i Pokrzywną, polską nazwę Wieszczyna. Następnie otrzymała ona nazwę Nowa Wieś, jednak z czasem przywrócono nazwę Wieszczyna. W opracowanej w 1971 przez Powiatowy Inspektorat Statystyczny w Prudniku Statystycznej charakterystyce miejscowości w gromadach powiatu prudnickiego, miejscowość została wymieniona pod nazwami Wieszczyna i Nowa Wieś.
Miejscowość nadal popularnie nazywana jest przez lokalną ludność Nowa Wieś, przez co wśród odwiedzających i w niektórych publikacjach turystycznych bywa mylona z Nową Wsią Prudnicką koło Białej. Nazwa Wieszczyna związana jest z nazwą pospolitą „wieszczek”, oznaczającą człowieka przepowiadającego przyszłość (czarodziej, wróżbita), bądź ze słowem „wieść”. Ma od niej wywodzić się nazwisko Wieszczan.

## Historia

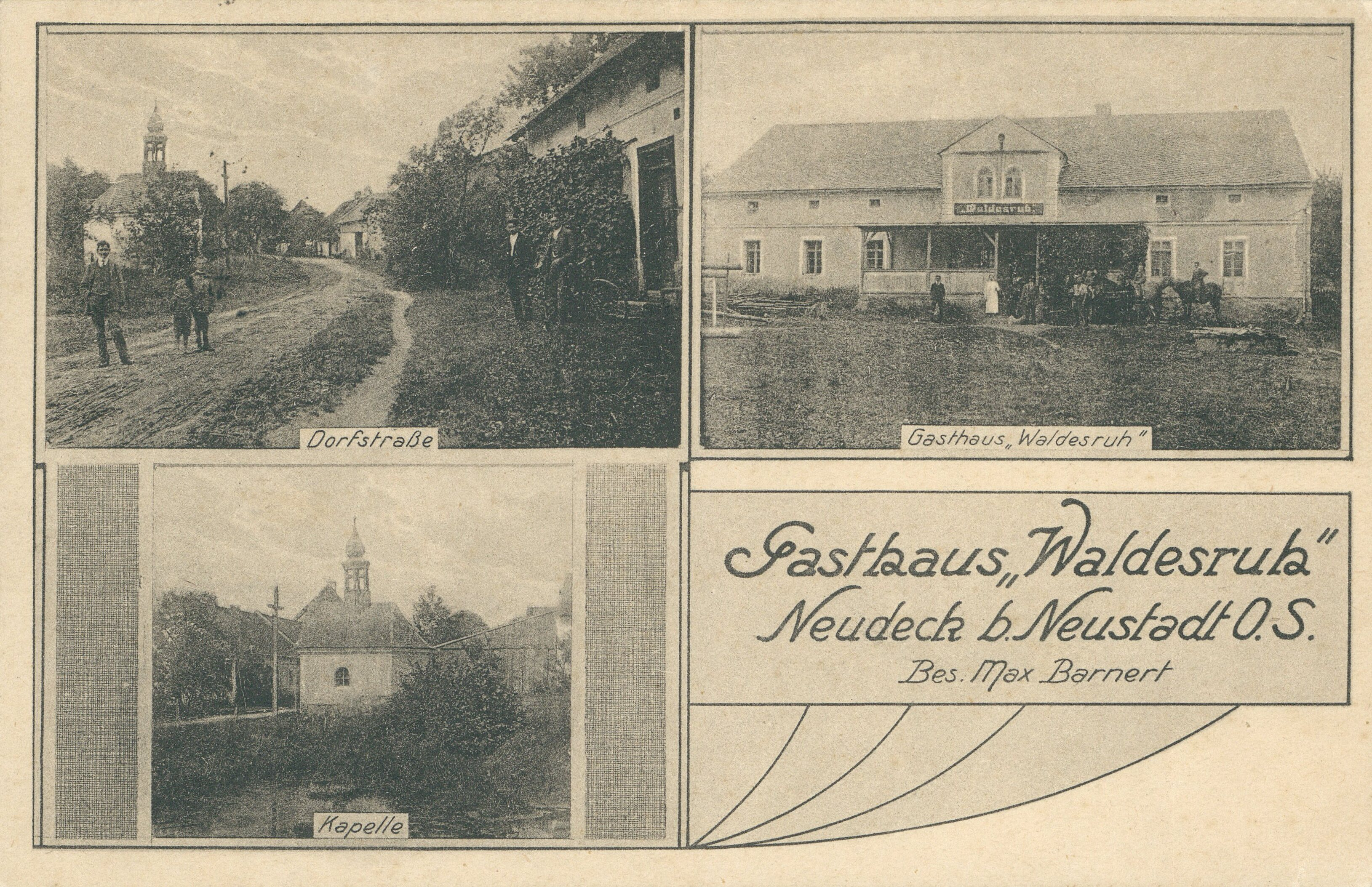
Pocztówka z Wieszczyny z 1921: ulica, gospoda Barnertów i kaplica

Z 1551 pochodzi wzmianka o urzędzie celnym w Wieszczynie przy drodze handlowej z Wrocławia w kierunku Ołomuńca. Położony był na przecięciu drogi z Prudnika z głównym traktem. W 1562 Rada Miejska Prudnika wzięła Wieszczynę w zastaw, a w 1597 nabyła ją na własność.

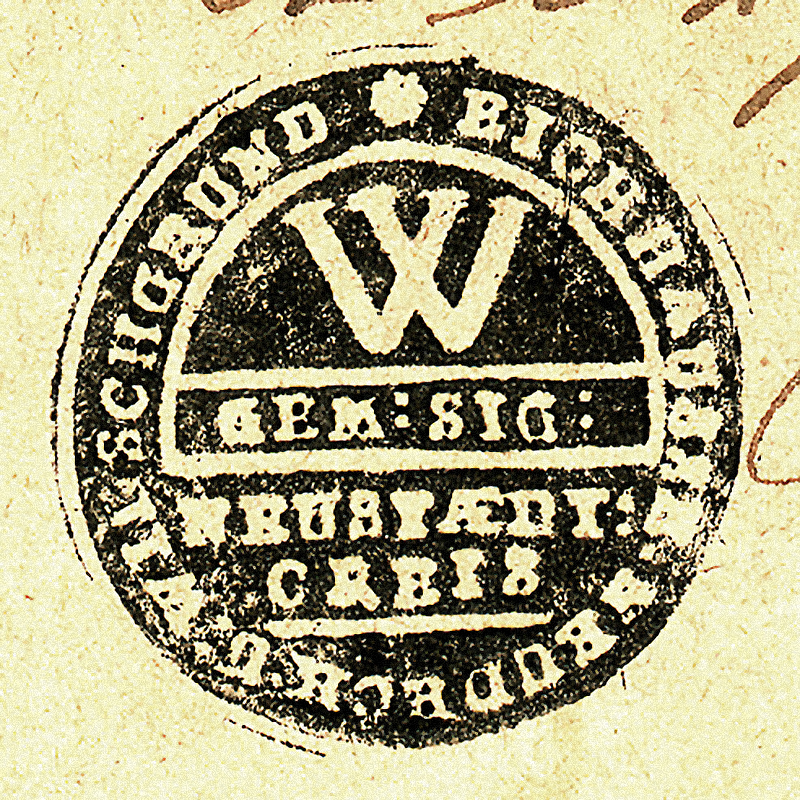
Pieczęć Dębowca, Wieszczyny i Pokrzywnej (1880)

Do 1742 wieś należała do powiatu sądowego prudnickiego w Monarchii Habsburgów. Po I wojnie śląskiej znalazła się w granicach Królestwa Prus i weszła w skład powiatu prudnickiego w prowincji Śląsk. W XIX wieku w Wieszczynie funkcjonował urząd celny na granicy Prus i Austrii. Prowadziła tędy droga z Jindřichova do Wrocławia. Znajdowała się tu pustelnia. W 1875 na zachód od Wieszczyny przeprowadzono transgraniczną linię kolejową. Dębowiec, Wieszczyna i Pokrzywna posiadały wspólną pieczęć, która przedstawiała w polu literę W, napis: GEM: SIG: / NEUSTAEDT: CREIS, a w otoku napis: EICHHÄUSEL-NEUDECK · U: WILSCHGRUND (pol. Dębowiec, Wieszczyna, Pokrzywna / Powiat Prudnicki).

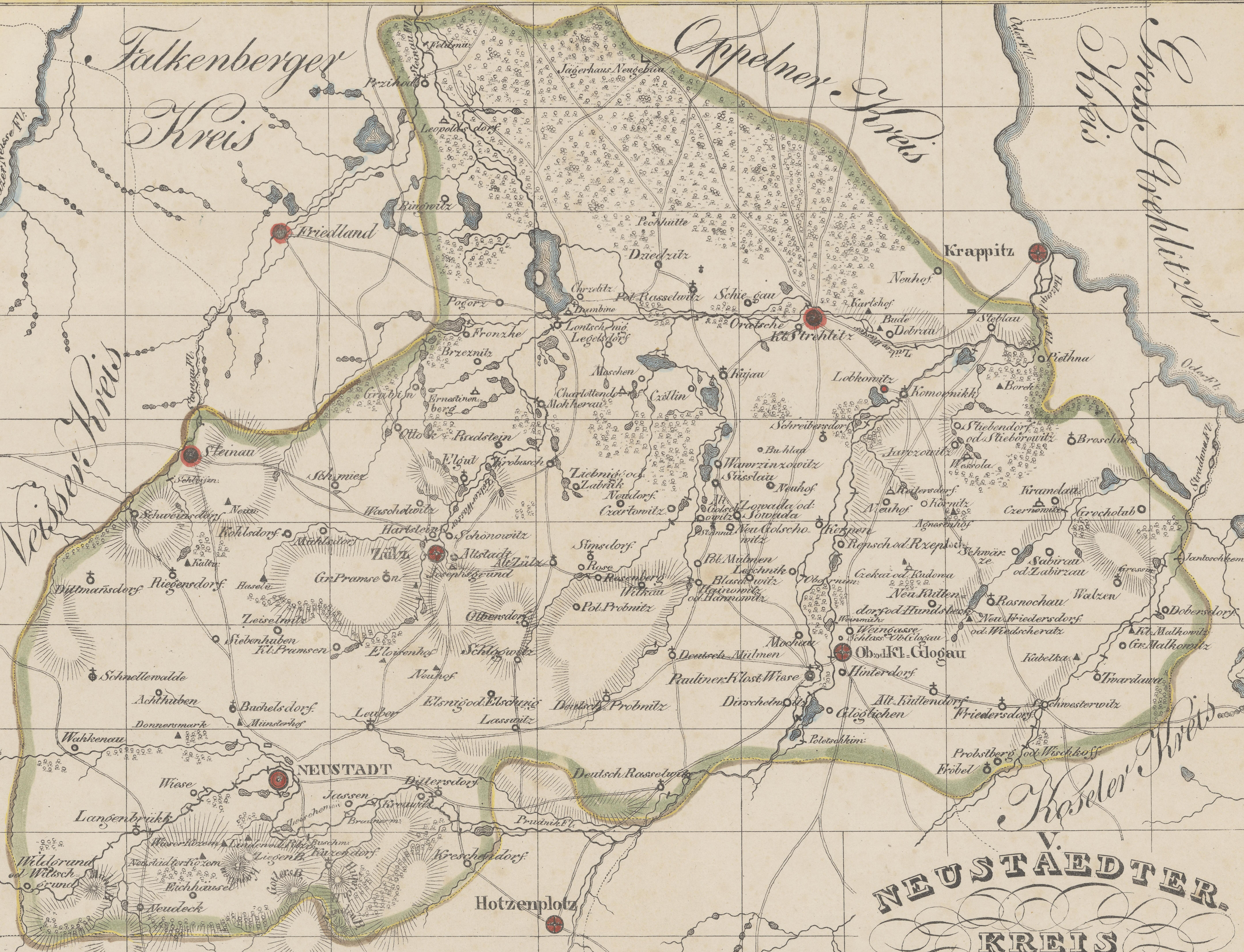
Wieszczyna (Neudeck) wśród miejscowości ziemi prudnickiej na mapie z XIX wieku

Na początku XX wieku rodzina Fränklów wybudowała w miejscowości sanatorium dla dzieci pracowników ich fabryki włókienniczej (późniejszy „Frotex”). Był to pierwszy zakładowy dom wypoczynkowy w okolicy Prudnika. W latach 30. XX wieku został rozbudowany. Rodzina Barnert w gospodarstwie rolnym założyła gospodę obsługującą turystów, która pełniła publiczną rolę w życiu całej wsi. Zabudowania gospody składały się z głównego budynku z laubą i dwóch budynków gospodarczych, na zapleczu znajdował się ogród z ławami dla klientów. W latach 20. i 30. XX wieku jej właścicielem był Max Barnert, który w 1939 pełnił funkcję przewodniczącego lokalnej grupy rolników z Wieszczyny, Dębowca i Pokrzywnej. W 1921 w zasięgu plebiscytu na Górnym Śląsku znalazła się tylko część powiatu prudnickiego. Wieszczyna znalazła się po stronie zachodniej, poza terenem plebiscytowym.

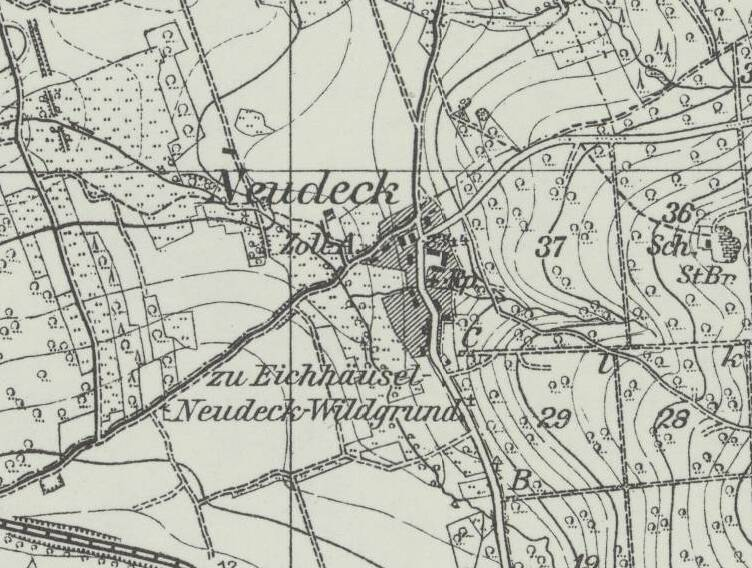
Wieszczyna na mapie z 1936

Podczas II wojny światowej, w okresie walk w rejonie Prudnika w marcu 1945, Armii Czerwonej trzykrotnie nie udało się zająć Wieszczyny, natomiast niemieckie bataliony prowadziły bezskuteczne kontrataki z Wieszczyny na Dębowiec. Dopiero w nocy z 7 na 8 maja Rosjanie z 1024 Pułku Strzeleckiego zdołali przebić się przez Wieszczynę. Od marca do maja 1945 powiat prudnicki znajdował się pod kontrolą radzieckiej komendantury wojskowej. 11 maja 1945 polska administracja przejęła władzę cywilną w powiecie prudnickim. Wówczas w Wieszczynie została osiedlona część polskich repatriantów z Kresów Wschodnich. Niemieckojęzyczna ludność została wysiedlona na zachód.
Jako integralna część Dębowca, w latach 1945–1950 Wieszczyna należała do województwa śląskiego, a od 1950 do województwa opolskiego. W latach 1945–1954 należała do gminy Moszczanka, a w latach 1954–1972 do gromady Moszczanka. W spisie gromad i miejscowości w powiecie prudnickim na dzień 1 stycznia 1953 wymieniono Wieszczynę jako przysiółek Dębowca pod nazwą Nowa Wieś. W 1966 w przysiółku mieszkało 31 osób.

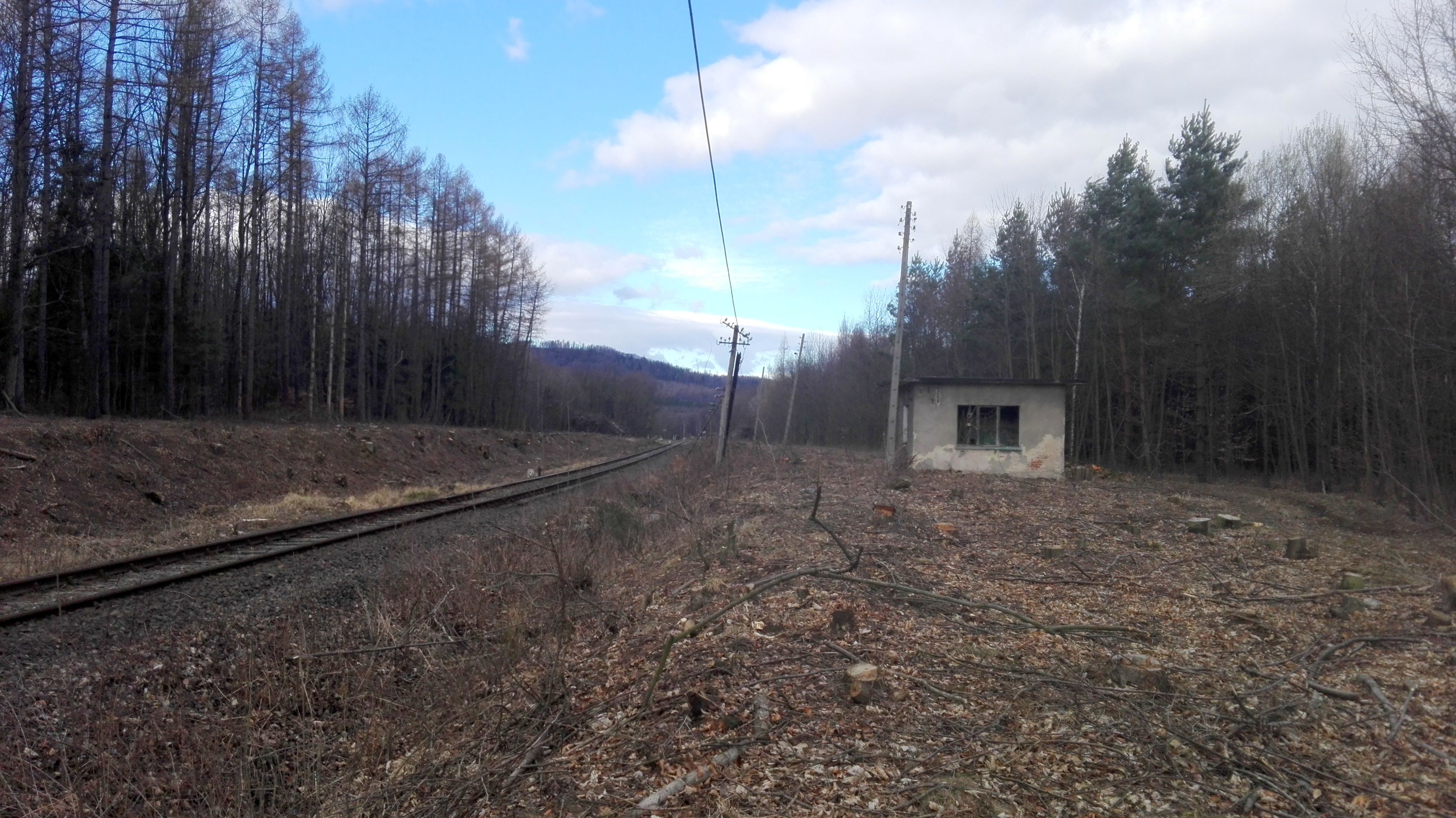
Miejsce, w którym do 2007 znajdował się pomost wartowniczy

W czasach PRL-u w dawnym domu wypoczynkowym zakładów Fränkla funkcjonował dom wczasowy, a następnie utworzono tu prewentorium, mające związek z działalnością ośrodka „Aleksandrówka” w Jarnołtówku. Dawny urząd celny został przebudowany na szkołę przysanatoryjną. Gmina Prudnik odkupiła budynek prewentorium od urzędu marszałkowskiego w 2007, a w 2012 oddała do użytku wyremontowany obiekt. Utworzono w nim schronisko młodzieżowe „U Króla Gór Opawskich”, które było filią Schroniska „Dąbrówka” w Prudniku. W okresie obostrzeń granicznych, na transgranicznej linii kolejowej koło Wieszczyny znajdowała się rampa kolejowa z reflektorem, z której żołnierze WOP sprawdzali przejeżdżające pociągi. W marcu 1951 w tymże miejscu granicę przekroczyli żołnierze ze strażnicy w Pokrzywnej podczas największej lądowej ucieczki polskich żołnierzy na Zachód. Rampę rozebrano w 2007, zachował się pobliski budynek. Podczas powodzi tysiąclecia, 7 lipca 1997 zalany został dom w Wieszczynie, zapadła decyzja o ewakuacji mieszkańców.
W listopadzie 2022 radni gminy Prudnik przyjęli uchwałę w sprawie wszczęcia procedury zmiany statusu Wieszczyny z przysiółka Dębowca na osadę w sołectwie Dębowiec. Powodem decyzji była powtarzająca się numeracja posesji w Dębowcu i Wieszczynie. 22 grudnia 2023 Minister Spraw Wewnętrznych i Administracji przyjął rozporządzenie nadające Wieszczynie status osady z dniem 1 stycznia 2024.

## Mieszkańcy
Miejscowość zamieszkiwana jest przez ludność napływową, przybyłą na Śląsk z Kresów Wschodnich po 1945 w wyniku przymusowych przesiedleń ludności polskiej oraz z centralnej Polski (teren późniejszych województw krakowskiego i nowosądeckiego).

## Zabytki
Do wojewódzkiego rejestru zabytków wpisana jest:
- kaplica przydrożna, z XIX w., księga rejestru nr 489/58 z dnia 15.10.1958

## Transport

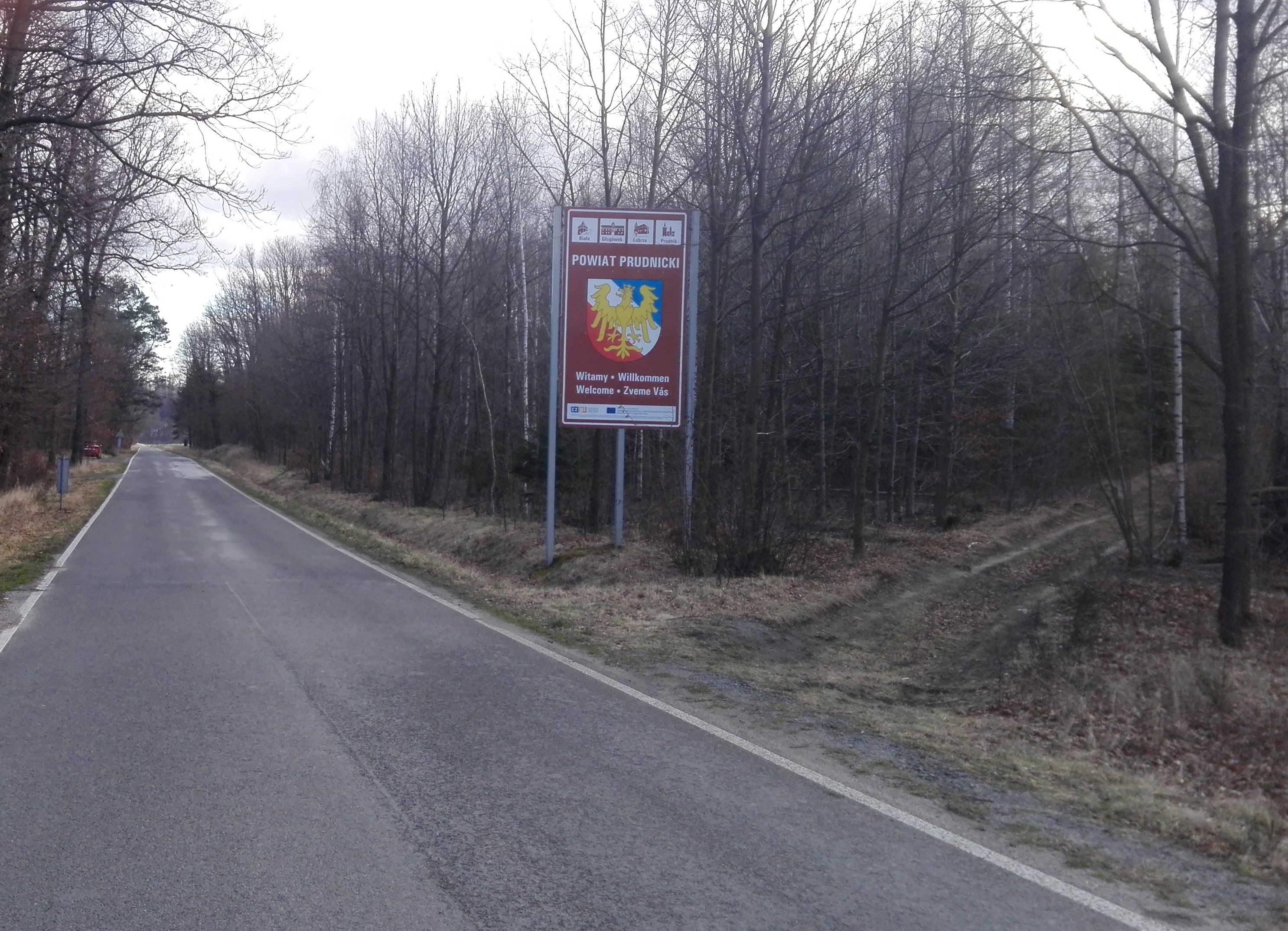
Droga Pokrzywna–Wieszczyna w rejonie tranzytu czeskiego

### Transport drogowy
Do Wieszczyny można dojechać z Prudnika przez Dębowiec, a także drogą z Pokrzywnej. Wieszczyna posiada połączenia autobusowe z Prudnikiem. W miejscowości znajduje się jeden przystanek autobusowy – przy głównej drodze. W zarządzie Wydziału Drogownictwa Starostwa Powiatowego w Prudniku znajduje się droga powiatowa nr 1616O relacji Prudnik – Chocim – Dębowiec – Wieszczyna – Pokrzywna.

### Transport kolejowy
Pograniczem Wieszczyny z Pokrzywną biegnie linia kolejowa nr 333 Głuchołazy – Pokrzywna, przejeżdżają tędy pociągi czeskie. Do 2007 na linii 333 między Pokrzywną i Wieszczyną funkcjonowało polsko-czeskie kolejowe przejście graniczne Głuchołazy-Jindřichov ve Slezsku.

## Religia

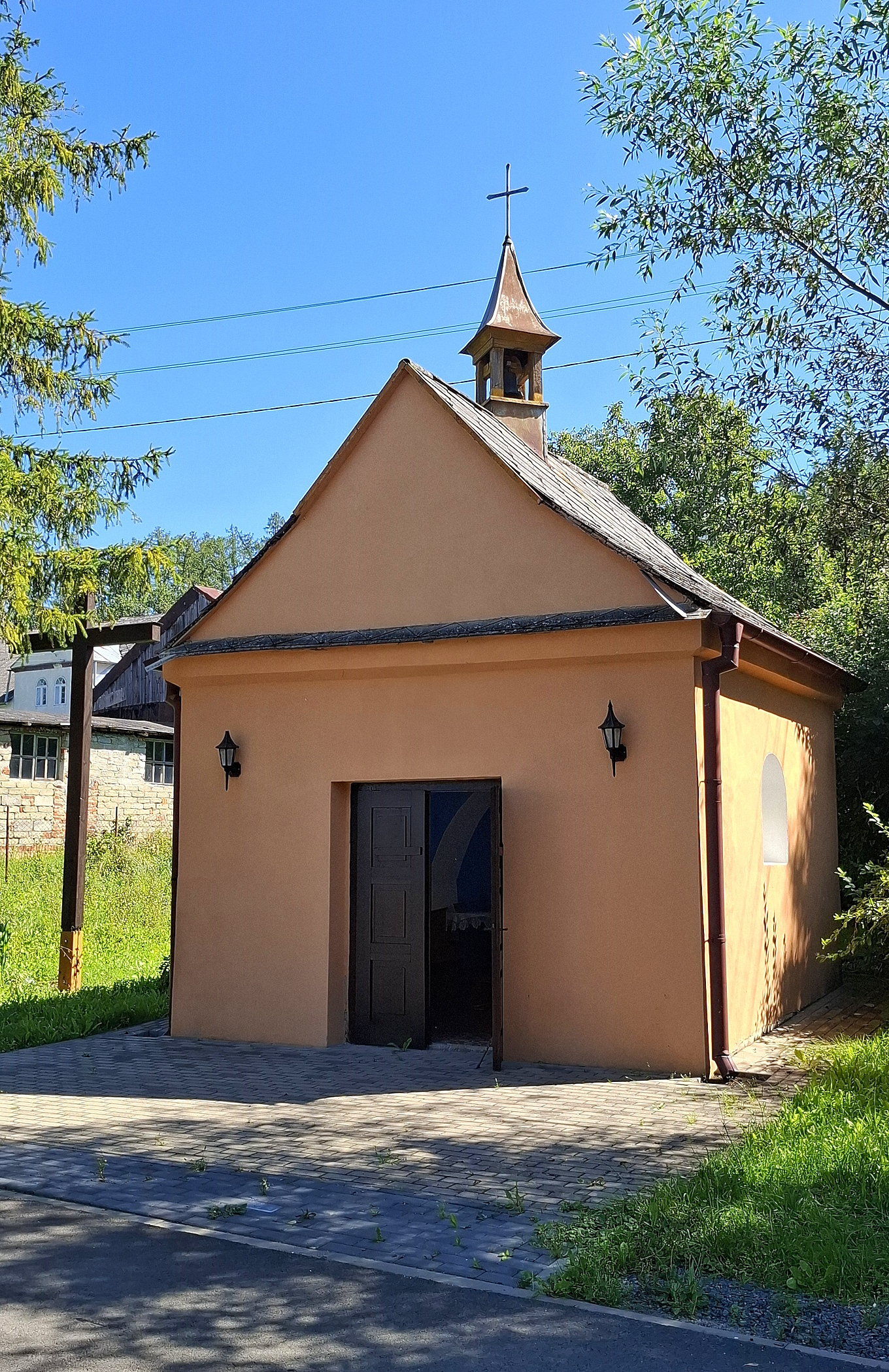
Kaplica śś. Tymoteusza i Aurelii

Katolicy z Wieszczyny należą do parafii Podwyższenia Świętego Krzyża w Moszczance (dekanat Prudnik). W 1825 w środkowej części miejscowości, przy trasie prowadzącej z Dębowca do Pokrzywnej, została wybudowana kaplica poświęcona świętym Tymoteuszowi i Aurelii. W 1885 dokonano jej przebudowy.

## Turystyka

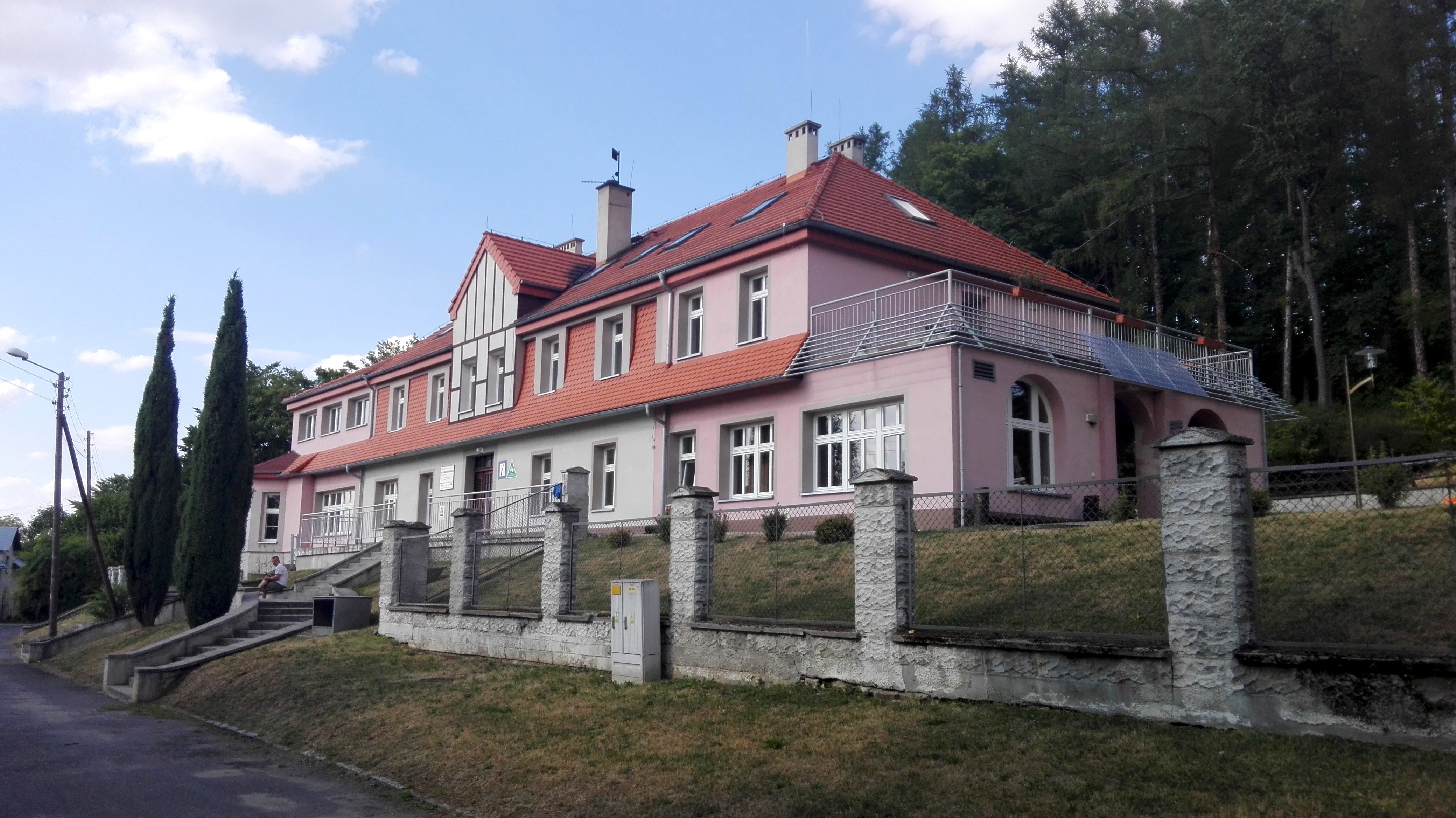
Schronisko „U Króla Gór Opawskich”

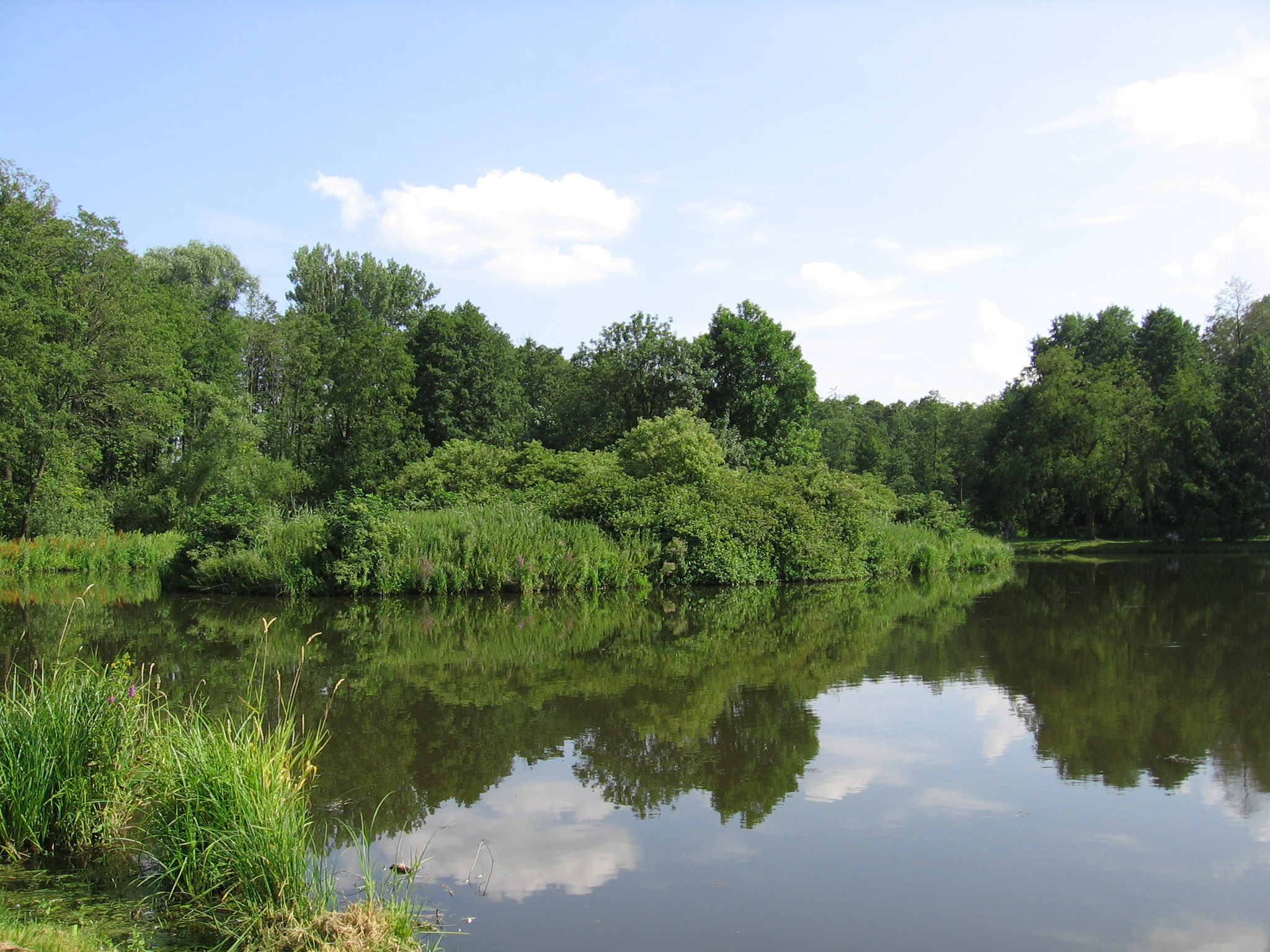
Jeden z trzech stawów w Wieszczynie

Wieszczyna jest jedną z najczęściej odwiedzanych miejscowości w Górach Opawskich. Rozciąga się stąd panorama na masyw Biskupiej Kopy (890 m n.p.m.). Miejscowe walory krajobrazowe i przyrodnicze sprawiły, że już w XIX wieku wybierali się tu turyści.
W miejscowości znajdowała się filia „U Króla Gór Opawskich” Szkolnego Schroniska Młodzieżowego „Dąbrówka” w Prudniku. Schronisko było placówką oświatową całoroczną, której głównym celem był rozwój turystyki jako aktywnej formy wypoczynku wśród młodzieży szkolnej. W październiku 2021 obiekt został przeznaczony do dzierżawy. W styczniu 2023 w budynku dawnego schroniska otworzono hotel i restaurację „Wieszczynówka”. W 2020 w Wieszczynie powstał prywatny ośrodek wypoczynkowy „Kantadaj Village Domki Prestige”, w ramach którego zbudowano kompleks drewnianych domków wypoczynkowych, saunę i rozkładany basen.
Wieszczyna oferuje rozległe widoki Masywu Biskupiej i Srebrnej Kopy. Na południowym skraju wsi znajdują się stawy rybne. W celu podniesienia atrakcyjności turystycznej Wieszczyny wybudowano tu wieżę widokową oraz drogę do pobliskiego czeskiego Jindřichova. W miejscowości funkcjonuje gospodarstwo agroturystyczne „Leśny Wypoczynek”.
13 lipca 2010, w ramach organizowanego w Prudniku VI Europejskiego Tygodnia Turystyki Rowerowej, w którym wzięli udział rowerzyści z całej Europy, przez Wieszczynę prowadziła trasa „Dzień Czeski”.

### Szlaki turystyczne
Przez Wieszczynę prowadzą szlaki turystyczne:
- Główny Szlak Sudecki im. Mieczysława Orłowicza (440 km): Prudnik – Świeradów-Zdrój
- Wieszczyna – przełęcz pod Zamkową Góra (5 km): Wieszczyna – Las Rosenau – Przełęcz pod Zamkową Górą (508 m n.p.m.)
- Prudnik – Wieszczyna – Trzebina (19,5 km): Prudnik (stacja kolejowa) – Łąka Prudnicka – Trupina – Wieszczyna – Trzebina

### Szlaki rowerowe
Przez Wieszczynę prowadzą szlaki rowerowe:
- Turystyczna trasa rowerowa Gór Opawskich (40 km): Prudnik – sanktuarium św. Józefa w Prudniku–Lesie – Chocim – Dębowiec – Wieszczyna – Pokrzywna – Jarnołtówek – Konradów – Głuchołazy – Gierałcice – Biskupów – Burgrabice – Sławniowice
- Wokół Lasu Prudnickiego – Pętla I (20 km): Prudnik – Łąka Prudnicka – Moszczanka – Wieszczyna – Dębowiec – Prudnik
- Via Montana (9 km): Prudnik – Dębowiec – Wieszczyna – Jindřichov

## Bezpieczeństwo
Miejscowość jest pod opieką dzielnicowego rejonu służbowego nr 7 Komendy Powiatowej Policji w Prudniku.
Teren miejscowości, jak i całej gminy Prudnik, położony jest w strefie nadgranicznej w związku z czym Straż Graniczna dysponuje, na tym obszarze, specjalnymi kompetencjami w zakresie bezpieczeństwa. Gminę Prudnik obejmuje zasięgiem służbowym placówka Straży Granicznej w Opolu ze Śląskiego Oddziału SG.